# هویوایلر
هویوایلر (به آلمانی: Heuweiler) یک شهر در آلمان است که در برایگاو-هخشوارتسوالد واقع شده‌است. هویوایلر ۱٬۰۰۷ نفر جمعیت دارد.